# Antonov A-11
Antonov A-11 là một loại tàu lượn một chỗ chế tạo tại Liên Xô cuối thập niên 1950.

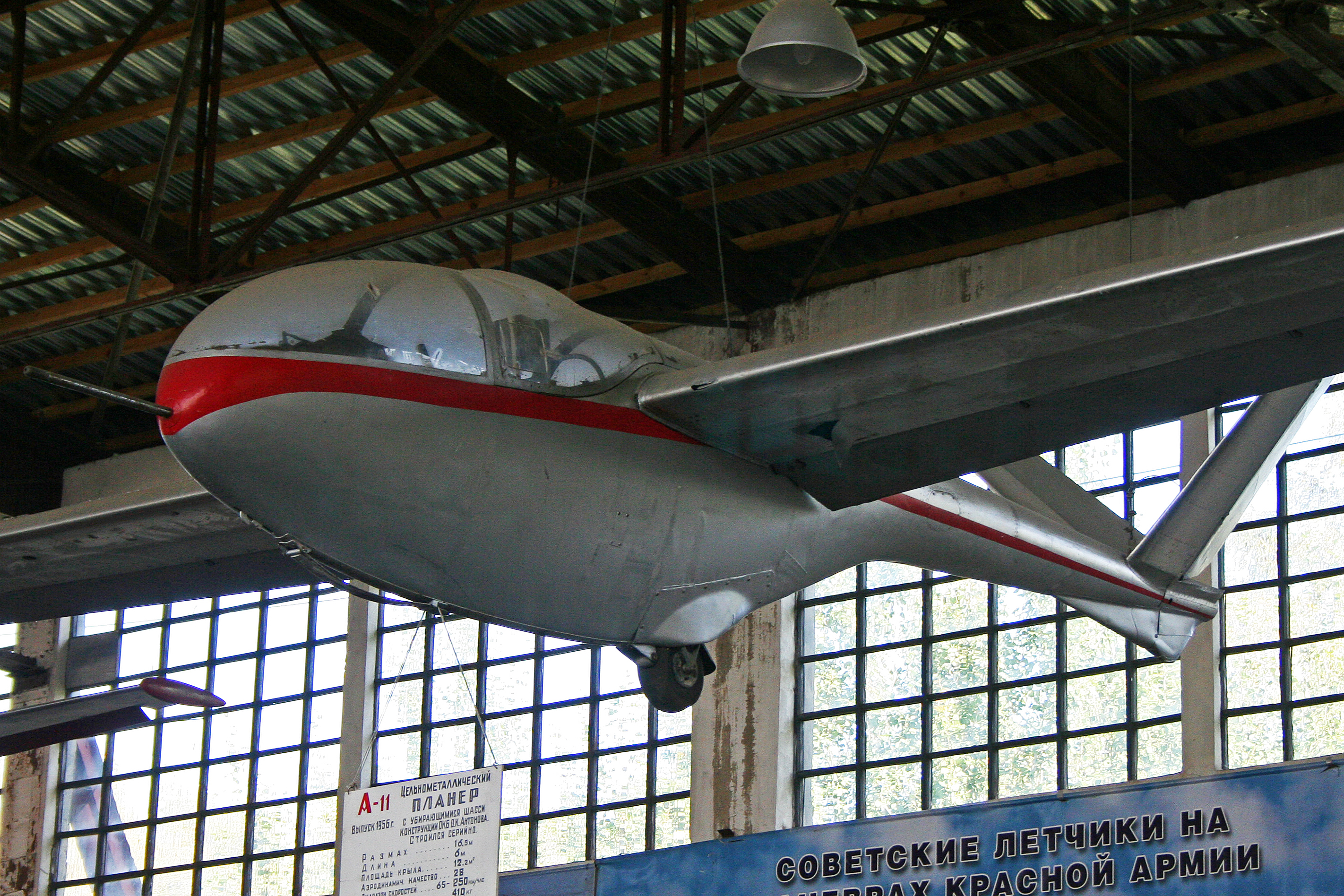

## Tính năng kỹ chiến thuật (Antonov A-11)
Dữ liệu lấy từ The World's Sailplanes:Die Segelflugzeuge der Welt:Les Planeurs du Monde Volume II
Đặc tính tổng quan
- Kíp lái: 1
- Chiều dài: 6 m (19 ft 8 in)
- Sải cánh: 16,5 m (54 ft 2 in)
- Chiều cao: 1,2 m (3 ft 11 in)
- Diện tích cánh: 12,15 m2 (130,8 foot vuông)
- Tỉ số mặt cắt: 22.4
- Kết cấu dạng cánh: TsAGI R 111 A[note 1]
- Trọng lượng rỗng: 294 kg (648 lb)
- Trọng lượng có tải: 400 kg (882 lb)

Hiệu suất bay
- Vận tốc tắt ngưỡng: 60 km/h (37 mph; 32 kn)
- Tốc độ không vượt quá: 350 km/h (217 mph; 189 kn)
- Aerotow speed: 200 km/h (124,3 mph; 108,0 kn)
- Winch launch speed: 120 km/h (74,6 mph; 64,8 kn)
- Số G giới hạn: +8.66 -3.9 ở vận tốc 300 km/h (186,4 mph; 162,0 kn)
- Hệ số bay lướt dài cực đại: 32 ở vận tốc 97 km/h (60,3 mph; 52,4 kn)
- Vận tốc xuống: 0,74 m/s (146 ft/min) ở vận tốc 86 km/h (53,4 mph; 46,4 kn)
- Tải trên cánh: 33 kg/m2 (6,8 lb/foot vuông)